# Diego de los Ríos y Nicolau
Diego de los Ríos y Nicolau (9 de abril de 1850-Madrid, 4 de noviembre de 1911) fue un militar y político español, senador durante la Restauración.

## Biografía
Nacido el 9 de abril de 1850,  era hijo del también militar Diego de los Ríos y Rubio y de Adelaida Nicolau y Tovar. Destinado en Filipinas, tomó parte en la guerra contra los insurrectos filipinos. Como general al mando de Visayas y Mindanao, se distinguió en sofocar la rebelión en Mindanao. Posteriormente se trasladó a Iloilo, capital de la isla de Panay, en Visayas, donde sostuvo nuevos combates contra los insurrectos, venciéndoles en la batalla de Panay, el 2 de mayo de 1898.
El 13 de agosto, tras la caída de Manila (otras fuentes hablan de septiembre) era el comandante español más veterano de Filipinas, y fue nombrado gobernador-general de Filipinas en funciones, haciéndose cargo de los restos de las fuerzas españolas en Visayas y el sur de Filipinas. No abandonó Iloilo (otras fuentes hablan de que se trasladó a Manila, en manos de los estadounidenses, si bien posteriormente volvió a Iloilo). Dado que se había firmado un armisticio con los estadounidenses el 12 de agosto su función fundamental fue organizar la repatriación de las tropas españolas, incluyendo los prisioneros de guerra.
Deseando conservar Visayas y Mindanao para España, De los Ríos solicitó al gobierno español que le permitiera efectuar algunas reformas, por lo que hizo una declaración al pueblo de Visayas concediendo la creación de un Consejo de Reformas, compuesto por filipinos, la mitad elegidos por voto popular y la otra por él mismo. Sin embargo, las reformas nunca se pusieron en marcha, ya que la sublevación se produjo el 28 de octubre.
Permaneció en Iloilo hasta el 24 de diciembre del mismo año, cuando tuvo que abandonar su base en Panay debido a los ataques de los insurrectos filipinos, trasladándose a Zamboanga, en Mindanao. El 6 de enero se trasladó a Manila, efectiva y formalmente en manos estadounidenses (tras la firma, el 10 de diciembre, del Tratado de París), desde donde se encargó de la repatriación y la liberación de los últimos prisioneros de guerra, tratando tanto con el general Otis por parte estadounidense como con el presidente filipino, Emilio Aguinaldo. De los Ríos permaneció en Manila hasta el 3 de junio de 1899 cuando, en compañía de un gran contingente de tropas españolas (fundamentalmente las tropas estacionadas en Zamboanga y Jolo, llegadas a Manila en mayo), zarpó hacia España.
Tras su retorno a España, fue jefe del Estado Mayor Central. En 1907 fue nombrado teniente general y en 1910 capitán general de la I Región Militar (Castilla la Nueva, incluyendo Madrid, y Extremadura). El mismo año fue elegido senador por Cáceres. Ocupó ambos puestos hasta su fallecimiento en 1911. Fue enterrado en el cementerio de San Isidro.
| Predecesor: Vicente Martitegui | Jefe del Estado Mayor Central del Ejército 1909-1910 | Sucesor: Julián González Parrado |